# Jahresarbeitsentgeltgrenze
Die Jahresarbeitsentgeltgrenze (JAEG; nicht amtlich auch Versicherungspflichtgrenze genannt) bestimmt in Deutschland, ab wann Arbeiter und Angestellte versicherungsfrei in der gesetzlichen Krankenversicherung (GKV) sind. Übersteigt das Jahresarbeitsentgelt die Jahresarbeitsentgeltgrenze, endet die Versicherungspflicht in der GKV und die Arbeitnehmer werden freiwillige Mitglieder in der GKV. Sie dürfen in die private Krankenversicherung wechseln. Die Jahresarbeitsentgeltgrenze ist eine der Rechengrößen der Sozialversicherung. 2024 beträgt sie 69.300 Euro (SVRechGrV 2024). Für das Jahr 2025 steigt sie um 4.500 € auf dann 73.800 €. Sie ändert sich zum 1. Januar eines jeden Jahres in dem Verhältnis, in dem die Bruttolöhne und -gehälter je Arbeitnehmer im vergangenen Kalenderjahr zu den entsprechenden Bruttolöhnen und -gehältern im vorvergangenen Kalenderjahr stehen (§ 6 Abs. 6 S. 2 SGB  V). Der konkrete Wert wird in der jährlichen Sozialversicherungs-Rechengrößenverordnung durch das Bundesministerium für Arbeit und Soziales verordnet.
Die Beitragsbemessungsgrenze, bis zu der Einkommen beitragspflichtig ist, liegt für die GKV unter der Jahresarbeitsentgeltgrenze, für die Gesetzliche Rentenversicherung ist sie höher.

## Maßgebliches Jahresarbeitsentgelt
Als regelmäßiges Jahresarbeitsentgelt gilt entweder das aktuell vertraglich vereinbarte Brutto-Jahresgehalt oder, falls ein Monatsgehalt vereinbart ist, das Zwölffache des letzten vereinbarten Monatsgehalts (zuzüglich Urlaubs-, Weihnachtsgeld und ähnlicher Zuschläge). Einnahmen werden bei der Ermittlung des regelmäßigen Jahresarbeitsentgelts berücksichtigt, wenn dieses mit an Sicherheit grenzender Wahrscheinlichkeit mindestens einmal jährlich gezahlt wird (zum Beispiel aufgrund einer vertraglichen Regelung). Das bedeutet, dass für einen Arbeitnehmer, der von Januar bis November monatlich 2.400 € und im Dezember durch Gehaltssteigerung 2.500 € brutto bekommen hat, zum 31. Dezember ein Jahresarbeitsentgelt von 30.000 € (2.500 € × 12 Monate) zugrunde zu legen ist, sofern er auch im nächsten Jahr monatlich 2.500 € bekommen wird. Es wird nicht das tatsächlich im Jahr erhaltene Entgelt summiert, also nicht 11 × 2.400 € + 2.500 € = 28.900 €. Diese Rechnung wäre nur dann zutreffend, wenn der Arbeitnehmer neben seinem Gehalt von 2.400 € ein Urlaubs- oder Weihnachtsgeld von 100 € erhalten hätte und im Januar wieder nur 2.400 € erhielte. Ein Minijob bis 538 Euro wird nicht dem Jahresarbeitsentgelt zugerechnet. Familienbestandteile werden nicht berücksichtigt. Für Personen, die am 31. Dezember 2002 wegen Überschreitens der Jahresarbeitsentgeltgrenze versicherungsfrei und privat versichert waren, gilt die niedrigere so genannte besondere Jahresarbeitsentgeltgrenze.

## Aktuelle Regelung
|      | Allgemeine Grenze (§ 6 Abs. 6 SGB V) Versicherungspflichtgrenze | Allgemeine Grenze (§ 6 Abs. 6 SGB V) Versicherungspflichtgrenze | Allgemeine Grenze (§ 6 Abs. 6 SGB V) Versicherungspflichtgrenze | Allgemeine Grenze (§ 6 Abs. 6 SGB V) Versicherungspflichtgrenze | Besondere Grenze (§ 6 Abs. 7 SGB V) Beitragsbemessungsgrenze | Besondere Grenze (§ 6 Abs. 7 SGB V) Beitragsbemessungsgrenze | Besondere Grenze (§ 6 Abs. 7 SGB V) Beitragsbemessungsgrenze | Besondere Grenze (§ 6 Abs. 7 SGB V) Beitragsbemessungsgrenze | Quelle |
| Jahr | jährlich                                                        | monatlich                                                       | Veränderung gegenüber Vorjahr                                   | Veränderung gegenüber Vorjahr                                   | jährlich                                                     | monatlich                                                    | Veränderung gegenüber Vorjahr                                | Veränderung gegenüber Vorjahr                                | Quelle |
| Jahr | jährlich                                                        | monatlich                                                       | absolut                                                         | in Prozent (gerundet)                                           | jährlich                                                     | monatlich                                                    | absolut                                                      | in Prozent (gerundet)                                        | Quelle |
| ---- | --------------------------------------------------------------- | --------------------------------------------------------------- | --------------------------------------------------------------- | --------------------------------------------------------------- | ------------------------------------------------------------ | ------------------------------------------------------------ | ------------------------------------------------------------ | ------------------------------------------------------------ | ------ |
| 2025 | 73.800 €                                                        | 6.150,00 €                                                      | 4.500 €                                                         | -06,49 %                                                        | 66.150 €                                                     | 5.512,50 €                                                   | 4.050 €                                                      | -06,52 %                                                     | [ 1 ]  |
| 2024 | 69.300 €                                                        | 5.775,00 €                                                      | 2.700 €                                                         | -04,10 %                                                        | 62.100 €                                                     | 5.175,00 €                                                   | 2.250 €                                                      | -03,80 %                                                     | [ 3 ]  |
| 2023 | 66.600 €                                                        | 5.550,00 €                                                      | 2.250 €                                                         | -03,50 %                                                        | 59.850 €                                                     | 4.987,50 €                                                   | 1.800 €                                                      | -03,10 %                                                     | [ 4 ]  |
| 2022 | 64.350 €                                                        | 5.362,50 €                                                      | 0 €                                                             | -00,00 %                                                        | 58.050 €                                                     | 4.837,50 €                                                   | 0 €                                                          | -00,00 %                                                     | [ 5 ]  |
| 2021 | 64.350 €                                                        | 5.362,50 €                                                      | 1.800 €                                                         | -02,87 %                                                        | 58.050 €                                                     | 4.837,50 €                                                   | 1.800 €                                                      | -03,20 %                                                     | [ 6 ]  |
| 2020 | 62.550 €                                                        | 5.212,50 €                                                      | 1.800 €                                                         | -02,96 %                                                        | 56.250 €                                                     | 4.687,50 €                                                   | 1.800 €                                                      | -03,31 %                                                     | [ 7 ]  |
| 2019 | 60.750 €                                                        | 5.062,50 €                                                      | 1.350 €                                                         | -02,27 %                                                        | 54.450 €                                                     | 4.537,50 €                                                   | 1.350 €                                                      | -02,54 %                                                     | [ 8 ]  |
| 2018 | 59.400 €                                                        | 4.950,00 €                                                      | 1.800 €                                                         | -03,13 %                                                        | 53.100 €                                                     | 4.425,00 €                                                   | 900 €                                                        | -01,72 %                                                     | [ 9 ]  |
| 2017 | 57.600 €                                                        | 4.800,00 €                                                      | 1.350 €                                                         | -02,40 %                                                        | 52.200 €                                                     | 4.350,00 €                                                   | 1.350 €                                                      | -02,65 %                                                     | [ 10 ] |
| 2016 | 56.250 €                                                        | 4.687,50 €                                                      | 1.350 €                                                         | -02,46 %                                                        | 50.850 €                                                     | 4.237,50 €                                                   | 1.350 €                                                      | -02,73 %                                                     | [ 11 ] |
| 2015 | 54.900 €                                                        | 4.575,00 €                                                      | 1.350 €                                                         | -02,52 %                                                        | 49.500 €                                                     | 4.125,00 €                                                   | 900 €                                                        | -01,85 %                                                     | [ 12 ] |
| 2014 | 53.550 €                                                        | 4.462,50 €                                                      | 1.350 €                                                         | -02,59 %                                                        | 48.600 €                                                     | 4.050,00 €                                                   | 1.350 €                                                      | -02,86 %                                                     |        |
| 2013 | 52.200 €                                                        | 4.350,00 €                                                      | 1.350 €                                                         | -02,66 %                                                        | 47.250 €                                                     | 3.937,50 €                                                   | 1.350 €                                                      | -02,94 %                                                     |        |
| 2012 | 50.850 €                                                        | 4.237,50 €                                                      | 1.350 €                                                         | -02,73 %                                                        | 45.900 €                                                     | 3.825,00 €                                                   | 1.350 €                                                      | -03,03 %                                                     |        |
| 2011 | 49.500 €                                                        | 4.125,00 €                                                      | −450 €                                                          | 0-0,91 %                                                        | 44.550 €                                                     | 3.712,50 €                                                   | −450 €                                                       | 0-1,00 %                                                     |        |
| 2010 | 49.950 €                                                        | 4.162,50 €                                                      | 1.350 €                                                         | -02,78 %                                                        | 45.000 €                                                     | 3.750,00 €                                                   | 900 €                                                        | -02,04 %                                                     |        |
| 2009 | 48.600 €                                                        | 4.050,00 €                                                      | 450 €                                                           | -00,93 %                                                        | 44.100 €                                                     | 3.675,00 €                                                   | 900 €                                                        | -02,08 %                                                     |        |
| 2008 | 48.150 €                                                        | 4.012,50 €                                                      | 450 €                                                           | -00,93 %                                                        | 43.200 €                                                     | 3.600,00 €                                                   | 450 €                                                        | -01,05 %                                                     |        |
| 2007 | 47.700 €                                                        | 3.975,00 €                                                      | 450 €                                                           | -00,95 %                                                        | 42.750 €                                                     | 3.562,50 €                                                   | 0 €                                                          | -00,00 %                                                     |        |
| 2006 | 47.250 €                                                        | 3.937,50 €                                                      | 450 €                                                           | -00,96 %                                                        | 42.750 €                                                     | 3.562,50 €                                                   | 450 €                                                        | -01,06 %                                                     |        |
| 2005 | 46.800 €                                                        | 3.900,00 €                                                      | 450 €                                                           | -00,97 %                                                        | 42.300 €                                                     | 3.525,00 €                                                   | 450 €                                                        | -01,07 %                                                     |        |
| 2004 | 46.350 €                                                        | 3.862,50 €                                                      | 450 €                                                           | -00,98 %                                                        | 41.850 €                                                     | 3.487,50 €                                                   | 450 €                                                        | -01,09 %                                                     |        |
| 2003 | 45.900 €                                                        | 3.825,00 €                                                      | 5.400 €                                                         | -13,33 %                                                        | 41.400 €                                                     | 3.450,00 €                                                   | 900 €                                                        | -02,22 %                                                     |        |
| 2002 | 40.500 €                                                        | 3.375,00 €                                                      | 466 €                                                           | -01,16 %                                                        | 40.500 €                                                     | 3.375,00 €                                                   | 466 €                                                        | -01,16 %                                                     |        |
| 2001 | 40.034 €                                                        |                                                                 | 460 €                                                           | -01,16 %                                                        | 40.034 €                                                     |                                                              | 460 €                                                        | -01,16 %                                                     |        |
| 2000 | 39.574 €                                                        |                                                                 |                                                                 |                                                                 | 39.574 €                                                     |                                                              |                                                              |                                                              |        |

Gegen Arbeitsentgelt beschäftigte Arbeiter und Angestellte sind in der gesetzlichen Krankenversicherung versicherungspflichtig, wenn ihr regelmäßiges Jahresarbeitsentgelt die JAEG nicht übersteigt (§ 5 Abs. 1 Nr. 1 i. V. m. § 6 Abs. 1 Nr. 1 SGB V). Beschäftigte, die regelmäßig ein höheres Arbeitsentgelt beziehen, sind versicherungsfrei in der gesetzlichen Krankenversicherung. Die Versicherungsfreiheit tritt im Falle eines fortlaufenden Beschäftigungsverhältnisses mit Ablauf des Kalenderjahres ein, in dem die JAEG überschritten wird. Nicht erforderlich ist, dass der Arbeitnehmer in dem Jahr, in welchem sein regelmäßiges Gehalt die Jahresarbeitsentgeltgrenze übersteigt, tatsächlich ein Gehalt dieser Höhe erzielt hat. Ausreichend ist vielmehr, dass sein Jahresgehalt im Laufe eines Jahres die Jahresarbeitsentgeltgrenze überschreitet. Bei Neuaufnahme oder Wechsel des Beschäftigungsverhältnisses tritt die Versicherungsfreiheit sofort ein. „Versicherungsfrei“ bedeutet, dass eine Person nicht pflichtversichert in der gesetzlichen Krankenversicherung ist; sie ist aber verpflichtet, eine Krankheitskostenversicherung abzuschließen (§ 193 Abs. 3 VVG) und hat dazu die Wahl zwischen freiwilliger Krankenversicherung oder privater Krankenversicherung. Berufseinsteiger, deren Arbeitsentgelt voraussichtlich oberhalb der JAEG liegt, sind von Anfang an versicherungsfrei.
Unterschreitet ein Arbeitnehmer im laufenden Kalenderjahr mit seinem Einkommen die JAEG, tritt die Versicherungspflicht sofort ein. Unter bestimmten Bedingungen (siehe § 8 SGB V) kann man sich jedoch von der Versicherungspflicht befreien lassen.
Die Befreiung von der Versicherungspflicht nach § 8 SGB V wirkt tatbestandsbezogen grundsätzlich auf das jeweilige Versicherungspflichtverhältnis, aufgrund dessen die Befreiung herbeigeführt worden ist (Bundessozialgericht vom 25. Mai 2011 - B 12 KR 9/09 R). Dies gilt für sämtliche in § 8 SGB V aufgeführte Befreiungstatbestände.
Die Befreiung wirkt, so lange der für die Befreiung maßgebliche Tatbestand ununterbrochen fortbesteht und ohne die Befreiung Versicherungspflicht bewirken würde. Die erste Befreiung schließt nach § 6 Abs. 3 Satz 1 SGB V eine zeitgleiche Versicherungspflicht aufgrund anderer Sachverhalte (zum Beispiel aufgrund einer zweiten Beschäftigung bei einem weiteren Arbeitgeber) aus.
Für Privatversicherte, die in die gesetzliche Versicherung wechseln möchten, stellt die Versicherungspflichtgrenze eine Barriere dar. Eine der wenigen Ausnahmen für Arbeitnehmer, die eine Rückkehr von der privaten und die gesetzliche Versicherung erlauben, ist das Unterschreiten des Gehalts unter die Versicherungspflichtgrenze. Für Selbständige greift diese Möglichkeit nicht.

## Geschichte der Veränderungen
- Bis 1969 gab es keinen „Automatismus“ der Veränderung der Jahresarbeitsentgeltgrenze. Vielmehr beschloss der Deutsche Bundestag diskretionär über ihre Veränderung, was regelmäßig zu politischen Kontroversen führte. Zur „Entpolitisierung“ der Grenze wurde seitdem festgelegt, dass sie sich jährlich so verändert, wie sich die durchschnittliche Bruttolohn- und Gehaltssumme verändert.[16]
- Die allgemeine Jahresarbeitsentgeltgrenze für 2003 wurde von 40.500 Euro auf 45.900 Euro angehoben, um den Kreis der versicherungspflichtigen Personen und damit der Beitragszahler zur gesetzlichen Krankenversicherung zu erweitern. Eine Vielzahl von Privatversicherten wäre durch diese Erhöhung der JAEG wieder versicherungspflichtig geworden. Deshalb wurde die besondere Jahresarbeitsentgeltgrenze eingeführt; sie gilt für Arbeitnehmer, die am 31. Dezember 2002 wegen Überschreitens der an diesem Tag geltenden JAEG versicherungsfrei und bei einem privaten Krankenversicherungsunternehmen vollversichert waren. Die besondere Jahresarbeitsentgeltgrenze knüpft an das Niveau der bis zum 31. Dezember 2002 maßgebenden Grenze an; seitdem entspricht ihr nach § 223 Abs. 3 SGB V und § 55 Abs. 2 SGB XI die Beitragsbemessungsgrenze für die gesetzliche Kranken- und Pflegeversicherung.
- Vom 26. März 2007 bis 31. Dezember 2010 wurde ein gesetzlich Versicherter erst krankenversicherungspflichtfrei, nachdem sein Einkommen die JAEG in den drei vorhergehenden Kalenderjahren jeweils überschritten hat und sein Einkommen auch die im Folgejahr maßgebende JAEG voraussichtlich überstieg. Auch für Berufseinsteiger, die zum Beispiel vom Studium direkt in einen gut bezahlten Beruf wechseln, gab es keine Ausnahme. Sofern sie Angestellte waren, bestand eine Mindestwartezeit von 3 Jahren, so dass im 4. Berufsjahr der früheste Wechsel in die PKV möglich war (§ 6 Abs. 4 SGB V).
- Die Pflicht, eine Krankheitskostenversicherung abzuschließen, besteht seit 1. Januar 2009.

## Internationaler Vergleich
Eine Versicherungspflichtgrenze ist in den meisten anderen Staaten unbekannt: In steuerfinanzierten Gesundheitssystemen sind alle Bürger „automatisch“ berechtigt, die Gesundheitseinrichtungen zu nutzen, und finanzieren sie in ihrer Eigenschaft als Steuerzahler mit. Die meisten Systeme mit gesetzlicher Krankenversicherung sind als „Bürgerversicherung“ konzipiert, so dass sämtliche rechtmäßigen Einwohner dem Krankenversicherungssystem unabhängig von ihrem Einkommen angehören. Auch die Krankenversicherungssysteme der Schweiz und der Niederlande, in denen private Krankenkassen die Pflichtversicherung durchführen, sind als Bürgerversicherungen ausgestaltet. In den Niederlanden bestand bis Ende 2005 eine Versicherungspflichtgrenze; sie war zugleich auch „Versicherungsberechtigungsgrenze“: Personen, deren Einkommen diese Grenze überschritt, mussten die gesetzliche Krankenversicherung verlassen und sich privat krankenversichern. Eine Versicherungsberechtigungsgrenze bestand in Deutschland bis 1918 und dann erneut von 1930 bis 1941.